# Marija Vladimirovna Romanova
Marija Vladimirovna Romanova (in cirillico: Мари́я Влади́мировна Рома́нова) (Madrid, 23 dicembre 1953) è Capo della Casa Imperiale di Russia dal 1992. Impiega il titolo di granduchessa di Russia ed il trattamento di Altezza imperiale, benché questi siano discussi e non unanimemente accettati.

## Biografia
Marija Vladimirovna è l'unica figlia del granduca Vladimir Kirillovič Romanov, Protettore del Trono Imperiale e Capo della Casa Imperiale di Russia, e di Leonida Bagration-Mukhrani (già divorziata dallo statunitense Sumner Moore Kirby); i suoi nonni paterni erano il granduca Kirill Vladimirovič Romanov e la granduchessa Victoria Feodorovna (nata principessa Vittoria Melita di Sassonia-Coburgo-Gotha). Marija studiò a Madrid e Parigi prima di trascorrere alcuni mesi all'università di Oxford a studiare storia e letteratura russa.
Il 23 dicembre 1969, al raggiungimento della maggior età (dal punto di vista dinastico), ha giurato fedeltà a suo padre ed alla Russia: Vladimir in contemporanea pubblicò un discusso proclama con cui stabiliva che, se fossero morti senza figli atti a succedere gli altri -pochi- membri maschi della dinastia, ella gli sarebbe succeduta come "Protettore del Trono Russo": ciò parve un tentativo di Vladimir per fare in modo che la successione rimanesse nel suo ramo della famiglia e per questo i capi degli altri rami della famiglia imperiale, i principi Vsevolod Ivanovič (Konstantinovič), Roman Petrovič (Nikolaevič) e Andrej Aleksandrovič (Mihailovič), gli scrissero dicendogli che ritenevano quel proclama illegale e che egli si era sposato morganaticamente e che quindi sua moglie non era di lignaggio maggiore di alcuna delle altre mogli dei principi Romanov.
A Dinard il 4 settembre 1976 Marija sposò suo cugino di terzo grado, il principe Francesco Guglielmo di Prussia, con rito civile. A Madrid il 22 settembre 1976 Marija sposò il principe Francesco Guglielmo di Prussia nella cappella ortodossa russa, ed egli si convertì alla fede ortodossa prendendo il nome di Michail Pavlovič e venendo creato dal suocero granduca di Russia. La coppia si separò nel 1982, dopo la nascita del loro unico figlio Georgij Michajlovič Romanov, creato granduca di Russia dal nonno. Dopo il divorzio il 19 giugno 1985, Francesco Guglielmo ha ripreso ad usare i suoi titoli prussiani.
Marija Vladimirovna vive in Russia, in Francia e in Spagna: oltre al russo, parla inglese, francese e spagnolo e comprende il tedesco, l'italiano e l'arabo .

## Posizione ed attività come pretendente
Le pretese del nonno di Marija al trono vennero sempre, seppur non unanimemente, contestate dai parenti. Uno di loro ha detto: "Dire che la famiglia è divisa è un eufemismo. La famiglia è del tutto impazzita". Suo padre, Vladimir Kirillovič, è stato considerato da alcuni come l'ultimo membro maschile legittimo, secondo le leggi di famiglia, della dinastia Romanov. Quando morì il 21 aprile 1992, Marija pretese di succedergli come Capo della Famiglia Imperiale, ma in questo venne contestata dal principe suo cugino Nicola Romanovič Romanov, che anch'esso si presentò come successore di Vladimir.
A seguito della scoperta dei resti dell'imperatore Nicola II e della maggior parte della sua famiglia, Marija nel 1991 scrisse al presidente Boris El'cin circa la sepoltura delle salme, affermando che non riconosceva come membri della famiglia imperiale i suoi cugini Romanov (anche quelli più prossimi per parentela con Nicola II, quali gli otto nipoti principi Romanov che avevano per nonna la granduchessa Ksenija, sorella dell'ultimo zar) e che
Alla fine Marija non riconobbe l'autenticità dei resti (mancando quelli di Alessio e di una delle sue sorelle) e rifiutò di assistere alla cerimonia di inumazione nel 1998.
Ha anche affermato circa i suoi cugini Romanov:
Marija confida nella restaurazione della monarchia in un prossimo futuro ed è "pronta a rispondere ad una chiamata del popolo". Interrogata circa la spaccatura nei Romanov ha detto:

## Ascendenza
|                                           |                              |                                            | Genitori                                      |  |  | Nonni |  |  | Bisnonni                       |  |  | Trisnonni               |  |
|                                           |                              |                                            |                                               |  |  |       |  |  | Vladimir Aleksandrovič Romanov |  |  | Alessandro II di Russia |  |
|                                           |                              |                                            |                                               |  |  |       |  |  | Vladimir Aleksandrovič Romanov |  |  | Alessandro II di Russia |  |
|                                           |                              | Maria d'Assia-Darmstadt                    |                                               |  |  |       |  |  | Vladimir Aleksandrovič Romanov |  |  |                         |  |
| Kirill Vladimirovič Romanov               |                              |                                            |                                               |  |  |       |  |  | Vladimir Aleksandrovič Romanov |  |  |                         |  |
|                                           |                              | Maria di Meclemburgo-Schwerin              | Federico Francesco II di Meclemburgo-Schwerin |  |  |       |  |  |                                |  |  |                         |  |
|                                           |                              | Maria di Meclemburgo-Schwerin              | Federico Francesco II di Meclemburgo-Schwerin |  |  |       |  |  |                                |  |  |                         |  |
|                                           |                              | Maria di Meclemburgo-Schwerin              | Augusta di Reuss-Köstritz                     |  |  |       |  |  |                                |  |  |                         |  |
| Vladimir Kirillovič Romanov               |                              | Maria di Meclemburgo-Schwerin              |                                               |  |  |       |  |  |                                |  |  |                         |  |
|                                           |                              | Alfredo di Sassonia-Coburgo-Gotha          | Alberto di Sassonia-Coburgo-Gotha             |  |  |       |  |  |                                |  |  |                         |  |
|                                           |                              | Alfredo di Sassonia-Coburgo-Gotha          | Alberto di Sassonia-Coburgo-Gotha             |  |  |       |  |  |                                |  |  |                         |  |
|                                           |                              | Alfredo di Sassonia-Coburgo-Gotha          | Vittoria del Regno Unito                      |  |  |       |  |  |                                |  |  |                         |  |
| Vittoria Melita di Sassonia-Coburgo-Gotha |                              | Alfredo di Sassonia-Coburgo-Gotha          |                                               |  |  |       |  |  |                                |  |  |                         |  |
|                                           |                              | Marija Aleksandrovna Romanova              | Alessandro II di Russia                       |  |  |       |  |  |                                |  |  |                         |  |
|                                           |                              | Marija Aleksandrovna Romanova              | Alessandro II di Russia                       |  |  |       |  |  |                                |  |  |                         |  |
|                                           |                              | Marija Aleksandrovna Romanova              | Maria d'Assia-Darmstadt                       |  |  |       |  |  |                                |  |  |                         |  |
| Marija Vladimirovna Romanova              |                              | Marija Aleksandrovna Romanova              |                                               |  |  |       |  |  |                                |  |  |                         |  |
|                                           | Aleksandr Bagration-Mukhrani | Irakli Bagration-Mukhrani                  |                                               |  |  |       |  |  |                                |  |  |                         |  |
|                                           | Aleksandr Bagration-Mukhrani | Irakli Bagration-Mukhrani                  |                                               |  |  |       |  |  |                                |  |  |                         |  |
|                                           | Aleksandr Bagration-Mukhrani | Principessa Ketevan Argutinskij-Dolgorukov |                                               |  |  |       |  |  |                                |  |  |                         |  |
| Georgi Bagration-Mukhrani                 | Aleksandr Bagration-Mukhrani |                                            |                                               |  |  |       |  |  |                                |  |  |                         |  |
|                                           |                              | Maria Dmitrievna Golovačeva                | Dmitri Zacharovič Golovačev                   |  |  |       |  |  |                                |  |  |                         |  |
|                                           |                              | Maria Dmitrievna Golovačeva                | Dmitri Zacharovič Golovačev                   |  |  |       |  |  |                                |  |  |                         |  |
|                                           |                              | Maria Dmitrievna Golovačeva                | Leonida Igorevna von Hessen                   |  |  |       |  |  |                                |  |  |                         |  |
| Leonida Bagration-Mukhrani                |                              | Maria Dmitrievna Golovačeva                |                                               |  |  |       |  |  |                                |  |  |                         |  |
|                                           |                              | Conte Sigismund Nowina Złotnicki           | Conte Dmitri Nowina Złotnicki                 |  |  |       |  |  |                                |  |  |                         |  |
|                                           |                              | Conte Sigismund Nowina Złotnicki           | Conte Dmitri Nowina Złotnicki                 |  |  |       |  |  |                                |  |  |                         |  |
|                                           |                              | Conte Sigismund Nowina Złotnicki           | Celestina Trzeciak                            |  |  |       |  |  |                                |  |  |                         |  |
| Contessa Helena Nowina Złotnicka          |                              | Conte Sigismund Nowina Złotnicki           |                                               |  |  |       |  |  |                                |  |  |                         |  |
|                                           |                              | Principessa Maria Eristavi di Ksani        | Principe Elisabar Eristavi di Ksani           |  |  |       |  |  |                                |  |  |                         |  |
|                                           |                              | Principessa Maria Eristavi di Ksani        | Principe Elisabar Eristavi di Ksani           |  |  |       |  |  |                                |  |  |                         |  |
|                                           |                              | Principessa Maria Eristavi di Ksani        | Principessa Kethevan Eristavi di Ksani        |  |  |       |  |  |                                |  |  |                         |  |
|                                           |                              | Principessa Maria Eristavi di Ksani        |                                               |  |  |       |  |  |                                |  |  |                         |  |

## Onorificenze

### Onorificenze straniere
Nel 2002 Marija ebbe un grave dissidio con un movimento monarchico russo: i rappresentanti della "Unione dei discendenti di famiglie nobili", una delle due associazioni nobiliari rivali (l'altra, più antica, è la Associazione della Nobiltà Russa) furono scoperti a distribuire titoli cavallereschi e le insegne dell'Ordine di San Nicola, senza la sua approvazione e utilizzando una sua firma falsa, ed ella rese pubblicò il suo profondo dissenso.